# Oppenheimer (månkrater)
För andra betydelser, se Oppenheimer (olika betydelser).
Oppenheimer är en nedslagskrater på månens baksida. Oppenheimer har fått sitt namn efter den amerikanske fysikern Robert Oppenheimer.
Kratern har en diameter på ungefär 201 km.

## Satellitkratrar
| Oppenheimer | Latitud | Longitud | Diameter |
| ----------- | ------- | -------- | -------- |
| F           | 34.7° S | 161.5° V | 35 km    |
| H           | 36.5° S | 163.1° V | 33 km    |
| R           | 37.3° S | 170.4° V | 26 km    |
| U           | 34.3° S | 167.9° V | 38 km    |
| V           | 32.0° S | 172.7° V | 32 km    |
| W           | 32.1° S | 169.0° V | 20 km    |